# Corydoras nanus
Corydoras nanus Nijssen & Isbrücker, 1967 è un pesce tropicale d'acqua dolce, appartenente alla famiglia Callichthyidae.

## Distribuzione e habitat
Proviene dalla Guiana francese e dal Suriname, e si trova più facilmente nelle zone con substrati molli.

## Descrizione
Presenta un corpo compresso sull'addome, di una colorazione composta da un reticolato scuro su sfondo giallastro. È una specie di dimensioni molto piccole, che non supera i 4,5 cm.

## Riproduzione
Le uova, fino a 600, vengono deposte sulle piante e poi abbandonate.

## Acquariofilia
Può essere allevato in acquario. Si riproduce anche in cattività, ma non è una specie comune, infatti ne sono stati trovati solo circa 10 esemplari.